# Apareiodon gransabana
Apareiodon gransabana är en fiskart som beskrevs av Starnes och Schindler, 1993. Apareiodon gransabana ingår i släktet Apareiodon och familjen Parodontidae. Inga underarter finns listade i Catalogue of Life.